# 교차 반응성
교차 반응성(交叉反應性, 영어: cross-reactivity)은 일반적으로 예상되는 주요 반응, 외부의 반응을 시작하는 관찰된 물질의 반응성을 의미한다. 이는 의학의 진단 테스트를 포함하여 모든 종류의 테스트 또는 분석법에 영향을 미치며 거짓 양성의 원인이 될 수 있다. 면역학에서 교차 반응성의 정의는 특히 항원에 대한 면역계의 반응을 의미한다. 면역계와 두 가지 다른 병원체의 항원 사이 또는 한 병원체와 비병원체의 단백질 사이에 교차 반응이 있을 수 있으며, 이는 경우에 따라 알레르기의 원인이 될 수 있다.

## 메디컬 테스트
신속 진단 검사를 포함한 의료 테스트에서 교차 반응은 사례에 따라 혼란스럽거나 도움이 될 수 있다. 거짓 양성 오류를 초래하는 교란의 예는 관심 항원이 아닌 다른 항원과 응집이 발생할 때 라텍스 고정 테스트에서이다. 유용한 교차 반응성의 예는 다른 항원에 특이적인 항체를 사용하여 엡스타인-바 바이러스를 검출하는 이종친화성 항체 테스트이다. 교차 반응성은 또한 ELISA 및 RIA와 같은 면역 및 단백질 결합 기반 분석의 검증을 위해 일반적으로 평가되는 매개변수이다. 이 경우 일반적으로 다양한 유사한 분석물에 대한 분석의 반응을 비교하여 정량화하고 백분율로 표시한다. 실제로, 관련 화합물을 선택하기 위해 고정된 농도 범위를 사용하여 검량선을 생성하고 검량선의 중간점(IC50)을 계산하고 비교한다. 그런 다음 그림은 표적 분석물질과 관련하여 가능한 간섭 화합물에 대한 분석 반응의 추정치를 제공한다.